# 舎人町 (名古屋市)
舎人町（とねりちょう）は、愛知県名古屋市東区の地名。

## 歴史

### 町名の由来
開発当初に舎人八左衛門が居住したことに由来するという。

### 沿革
- 1878年（明治11年）12月20日 - 名古屋区舎人町となる[4]。
- 1889年（明治22年）10月1日 - 名古屋市成立に伴い、同市舎人町となる[4]。
- 1908年（明治41年）4月1日 - 東区成立に伴い、同区舎人町となる[4]。
- 1913年（大正2年）9月4日 - 愛知県蚕絲業同業組合連合会が発足し、事務所が置かれる[5]。
- 1921年（大正10年） - 市営舎人町住宅が14戸設置される[6]。
- 1976年（昭和51年）1月18日 - 泉二丁目・泉三丁目・代官町にそれぞれ編入され消滅[4]。